# Кубо и пътят на самурая
„Кубо и пътят на самурая“ (на английски: Kubo and the Two Strings) е американски стоп-моушън детски анимационен филм от 2016 г. Режисьор е Травис Найт, а сценарият е дело на Марк Хеймс и Крис Бътлър.
Това е четвъртият пълнометражен филм на „Лайка“. Премиерата е на 13 август 2016 г. на Мелбърнския международен филмов фестивал, а по кината в САЩ и България филмът излиза съответно на 19 август и 9 декември 2016 г.

## Озвучаване
| Персонаж | Английски език      | Български език     |
| -------- | ------------------- | ------------------ |
| Кубо     | Арт Паркинсън       | Михаил Пейков      |
| Маймуна  | Шарлиз Терон        | Елена Русалиева    |
| Рейдън   | Ралф Файнс          | Христо Чешмеджиев  |
| Сестрите | Руни Мара           |                    |
| Хосато   | Джордж Такеи        | Чавдар Монов       |
| Бръмбар  | Матю Макконъхи      | Владимир Карамазов |
| Хаши     | Кари-Хироюки Тагава | Станислав Димитров |
| Камейо   | Бренда Вакаро       | Лидия Вълкова      |